# Herminio Menéndez
Herminio Menéndez Rodríguez (Candás, 20 de diciembre de 1953) es un deportista español que compitió en piragüismo en la modalidad de aguas tranquilas. Después de su carrera como deportista ha ejercido de dirigente deportivo y de agente de futbolistas.

## Carrera deportiva
Participó en cuatro Juegos Olímpicos de Verano entre los años 1972 y 1984, obteniendo una medalla de plata en Montreal 1976 y una de plata y otra de bronce en Moscú 1980. Ganó ocho medallas en el Campeonato Mundial de Piragüismo entre los años 1975 y 1982.

### Palmarés internacional
| Juegos Olímpicos   | Juegos Olímpicos      | Juegos Olímpicos  | Juegos Olímpicos |
| Año                | Lugar                 | Medalla           | Competición      |
| ------------------ | --------------------- | ----------------- | ---------------- |
| 1976               | Montreal (Canadá)     | Medalla de plata  | K4 1000 m        |
| 1980               | Moscú (URSS)          | Medalla de plata  | K2 500 m         |
| 1980               | Moscú (URSS)          | Medalla de bronce | K2 1000 m        |
| Campeonato Mundial |                       |                   |                  |
| Año                | Lugar                 | Medalla           | Competición      |
| 1975               | Belgrado (Yugoslavia) | Medalla de bronce | K1 4 × 500 m     |
| 1975               | Belgrado (Yugoslavia) | Medalla de oro    | K4 1000 m        |
| 1977               | Sofía (Bulgaria)      | Medalla de bronce | K4 500 m         |
| 1977               | Sofía (Bulgaria)      | Medalla de bronce | K4 1000 m        |
| 1978               | Belgrado (Yugoslavia) | Medalla de plata  | K4 500 m         |
| 1978               | Belgrado (Yugoslavia) | Medalla de bronce | K4 1000 m        |
| 1979               | Duisburgo (RFA)       | Medalla de bronce | K2 10 000 m      |
| 1982               | Belgrado (Yugoslavia) | Medalla de bronce | K2 1000 m        |

## Dirigente deportivo
Tras su retirada, después de los Juegos Olímpicos de Los Ángeles 1984, comenzó su carrera como dirigente deportivo, incorporándose al Comité Olímpico Español como representante de los deportistas y presidiendo su comisión de atletas. Posteriormente, fue vicepresidente de la Real Federación Española de Piragüismo. En 1987 se convierte en asesor del socialista Javier Gómez Navarro en el Consejo Superior de Deportes. En 1990 es nombrado presidente del Comité Olímpico Organizador de Barcelona 1992 (COOB'92) en Madrid. Resultó ser uno de los elegidos para portar la antorcha olímpica en el Estadio de Montjuic en los Juegos Olímpicos de Barcelona 1992.
En diciembre de 1993 fue nombrado director general del Real Sporting de Gijón, y después pasó a ocupar el mismo cargo en el Sevilla Fútbol Club. Después de su etapa como dirigente deportivo, fue miembro del patronato de la Fundación Príncipe de Asturias, presidente de la Fundación Amigos del Deporte, miembro de la Asociación de Deportistas del COE, así como consejero delegado de Sevilla 2012.